# Louis Arnaud
Pour les articles homonymes, voir Arnaud.
Louis Arnaud, né à Arles et mort à une date inconnue, est un raseteur français, vainqueur de la Cocarde d'or à la Libération.

## Biographie

### Palmarès
- Cocarde d'or : 1945[1]